# Dolichopus divigatus
Dolichopus divigatus är en tvåvingeart som beskrevs av Harmston 1952. Dolichopus divigatus ingår i släktet Dolichopus och familjen styltflugor.
Artens utbredningsområde är Oregon. Inga underarter finns listade i Catalogue of Life.